# Benvenuto Mr. President
Benvenuto Mr. President (Gori vatra) è un film del 2003 di Pjer Žalica.

## Trama
Nel 1995 la piccola cittadina bosniaca di Tešanj viene sconvolta dalla notizia dell'imminente visita del presidente statunitense Bill Clinton. In pochi giorni gli abitanti dovranno far sparire odi etnici, genocidi e corruzione che dilagano nella comunità, fingendo pace e armonia per attrarre il presidente ed uscire da una situazione di indigenza.

Molti gli spunti comici, il più noto avviene quando sulla bandiera USA, prodotta per addobbare il paese, vengono cucite delle stelle rosse. L'unico a non essere toccato dall'arrivo di Bill Clinton è un uomo che non si rassegna alla scomparsa del figlio, morto in guerra.

## Colonna sonora
1. Iznad Tešnja zora sviće – 4:29
2. Suada fuse – 3:30
3. Budio – 5:11
4. Rudnik – 1:55
5. Guarda che luna – 4:11
6. Sada mi se javljaš mila – 4:35
7. Ozledim – 4:06
8. Iznad Tešnja zora sviće (hor) – 1:29
9. Hitka – 4:24
10. Io sono di più – 3:23
11. I Feel So Good – 4:15
12. Yazik oldu – 5:12
13. Gori vatra (glavna tema) – 3:12
14. Iznad Tešnja zora sviće, dobro doš'o predsjedniče – 4:58
15. Odlazim (instrumental) – 4:02
16. Amra – 0:38
17. Emina – 4:55

## Riconoscimenti
- 2003 - Festival international du film de Marrakech
  - Étoile d'or (Miglior Film)
- 2003 - Locarno Film Festival
  - Pardo d'argento